# Tour de Bretagne
Il Tour de Bretagne, conosciuto fino al 2004 come Ruban Granitier Breton, è una corsa a tappe maschile di ciclismo su strada che si svolge nella regione della Bretagna, in Francia, ogni anno dal 25 aprile al 1º maggio.
Gara a tappe storicamente riservata ai dilettanti, dal 2005 è aperta a Elite e Under-23 e fa parte del calendario UCI Europe Tour come prova di classe 2.2.

## Albo d'oro
Aggiornato all'edizione 2025.
| Anno                   | Vincitore                             | Secondo                               | Terzo                                 |
| Ruban Granitier Breton | Ruban Granitier Breton                | Ruban Granitier Breton                | Ruban Granitier Breton                |
| ---------------------- | ------------------------------------- | ------------------------------------- | ------------------------------------- |
| 1967                   | Marcel Duchemin                       | Jean Vidament                         | Jean Le Hec                           |
| 1968                   | Guy Ignolin                           | François Le Bihan                     | Daniel Denecé                         |
| 1969                   | Jean-Paul Maho                        | Bernard Dupuch                        | Jacques Botherel                      |
| 1970                   | Marcel Duchemin                       | Jean-Paul Maho                        | Alain Nogues                          |
| 1971                   | Marcel Duchemin                       | Vladislav Neljubin                    | Claude Duterme                        |
| 1972                   | André Corbeau                         | Jaime Huélamo                         | Alain Nogues                          |
| 1973                   | Boris Šuchov                          | Gennadij Komnatov                     | Jurij Kravčenko                       |
| 1974                   | Stanisław Szozda                      | Tadeusz Mytnik                        | Janusz Kowalski                       |
| 1975                   | Aleksandr Gusjatnikov                 | Vladimir Osokin                       | Philippe Denié                        |
| 1976                   | Boris Isaev                           | Aleksandr Tichonov                    | Léo van Vliet                         |
| 1977                   | Daniel Willems                        | Daniel Gisiger                        | Jean-Louis Gauthier                   |
| 1978                   | Krzysztof Sujka                       | Jan Krawczyck                         | Czesław Lang                          |
| 1979                   | Jan Jankiewicz                        | Krzysztof Sujka                       | Czesław Lang                          |
| 1980                   | Giorgio Casati                        | Boris Isaiev                          | Jurij Barinov                         |
| 1981                   | Marc Sommers                          | Claude Moreau                         | Fabien De Vooght                      |
| 1982                   | Wim Van Eynde                         | Laurent Eudeline                      | Philippe Delaurier                    |
| 1983                   | Jurij Kaširin                         | Viktor Demidenko                      | Oleh Petrovyč Čužda                   |
| 1984                   | Dan Radtke                            | Holger Müller                         | Frank Herzog                          |
| 1985                   | Philippe Louviot                      | Pascal Kolkhuis-Tanke                 | Erik Breukink                         |
| 1986                   | Gilles Sanders                        | Pascal Campion                        | Joh Clay                              |
| 1987                   | Igor Sumnikov                         | Pascal Lino                           | Philippe Goubin                       |
| 1988                   | Armand de Las Cuevas                  | Pierre Duin                           | Marek Lesniewski                      |
| 1989                   | Harm Jansen                           | Chris Peers                           | Marc Wauters                          |
| 1990                   | José Marques                          | Kiril Belaiev                         | Chann McRae                           |
| 1991                   | Richard Vivien                        | Rémy Quinton                          | Peter Verhesen                        |
| 1992                   | Evgenij Berzin                        | Stéphane Boury                        | Vladislav Bobrik                      |
| 1993                   | Dominique Bozzi                       | Stéphane Boury                        | Frédéric Guesdon                      |
| 1994                   | Anatolij Čubar                        | Niels van der Steen                   | Claude Lamour                         |
| 1995                   | Sébastien Guénée                      | Oleksij Nakaznyj                      | Erwan Jan                             |
| 1996                   | Stéphane Cueff                        | David Delrieu                         | Frank Van Den Abeele                  |
| 1997                   | Philippe Bresset                      | Yoann Le Boulanger                    | Frédéric Delalande                    |
| 1998                   | Vincent Templier                      | Jérôme Chiotti                        | Christophe Barbier                    |
| 1999                   | David Dumont                          | Saulius Ruškys                        | Stéphane Corlay                       |
| 2000                   | Martial Locatelli                     | Dennys Heil                           | Michel Lalouette                      |
| 2001                   | Guillaume Judas                       | Niels Brouzes                         | Sébastien Guérard                     |
| 2002                   | Christophe Cousinie                   | Nicolas Dumont                        | Yoann Le Boulanger                    |
| 2003                   | Dmitrij Murav'ëv                      | Frédéric Delalande                    | Balázs Rothmer                        |
| 2004                   | Laurent Mangel                        | Jussi Veikkanen                       | Simon Gerrans                         |
| Tour de Bretagne       |                                       |                                       |                                       |
| 2005                   | Stéphane Pétilleau                    | Charles Guilbert                      | Russell Downing                       |
| 2006                   | Dries Devenyns                        | David Lelay                           | Pavel Brutt                           |
| 2007                   | Lars Boom                             | Martijn Maaskant                      | David Lelay                           |
| 2008                   | Benoît Poilvet                        | Bram Schmitz                          | Julien Antomarchi                     |
| 2009                   | Julien Fouchard                       | Timofej Krickij                       | Jan Ghyselinck                        |
| 2010                   | Franck Bouyer                         | Renaud Dion                           | Dimitri Le Boulch                     |
| 2011                   | Péter Kusztor                         | Rene Mandri                           | Evaldas Šiškevičius                   |
| 2012                   | R. Janse van Rensburg                 | Éric Berthou                          | Daan Olivier                          |
| 2013                   | Riccardo Zoidl                        | Nick van der Lijke                    | Jasha Sütterlin                       |
| 2014                   | Bert-Jan Lindeman                     | Dylan Teuns                           | Sébastien Delfosse                    |
| 2015                   | Sébastien Delfosse                    | Loïc Vliegen                          | Daniel Hoelgaard                      |
| 2016                   | Adrien Costa                          | František Sisr                        | Maximilian Schachmann                 |
| 2017                   | Flavien Dassonville                   | Anders Skaarseth                      | Stan Dewulf                           |
| 2018                   | Fabien Schmidt                        | Stan Dewulf                           | Julien Antomarchi                     |
| 2019                   | Lorrenzo Manzin                       | Fabian Lienhard                       | Nils Eekhoff                          |
| 2020                   | annullata per la Pandemia di COVID-19 | annullata per la Pandemia di COVID-19 | annullata per la Pandemia di COVID-19 |
| 2021                   | Jean-Louis Le Ny                      | Anthony Delaplace                     | Valentin Retailleau                   |
| 2022                   | Johan Le Bon                          | Alex Baudin                           | Mathis Le Berre                       |
| 2023                   | Simon Pellaud                         | Nolann Mahoudo                        | Luke Lamperti                         |
| 2024                   | Jakob Söderqvist                      | Morné Van Niekerk                     | Jesse Kramer                          |
| 2025                   | Felix Ørn-Kristoff                    | Alexandre Kess                        | Aubin Sparfel                         |

### Vittorie per nazione
Aggiornato all'edizione 2025.
| Pos. | Paese            | Vittorie |
| ---- | ---------------- | -------- |
| 1    | Francia          | 29       |
| 2    | Unione Sovietica | 5        |
| 2    | Belgio           | 5        |
| 4    | Polonia          | 3        |
| 4    | Paesi Bassi      | 3        |
| 6    | Italia           | 1        |
| 6    | Germania         | 1        |
| 6    | Portogallo       | 1        |
| 6    | Russia           | 1        |
| 6    | Ucraina          | 1        |
| 6    | Kazakistan       | 1        |
| 6    | Ungheria         | 1        |
| 6    | Sudafrica        | 1        |
| 6    | Austria          | 1        |
| 6    | Stati Uniti      | 1        |
| 6    | Svizzera         | 1        |
| 6    | Svezia           | 1        |
| 6    | Norvegia         | 1        |